# Lechia Kielce (1955–1988)
Lechia Kielce – klub sportowy z Kielc. Najbardziej utytułowaną sekcją była sekcja judo. Klub zawiesił działalność w 1988 roku. 

## Historia
W 1955 roku działacze kieleckiego Zrzeszenia Sportowego Spółdzielczości Pracy „Start” przyjęli nazwę Lechia. Utworzony klub nie przejął jednak historii i tradycji działającego wcześniej pod tą samą nazwą zespołu. Nowa Lechia rozpoczęła działanie pod patronatem Spółdzielni Pracy Krawiecko-Kuśnierskiej w Kielcach. Pierwszym prezesem został wybrany Artur Lisiecki.
W klubie istniało kilkanaście sekcji:
- judo – sekcja ta była najbardziej utytułowaną. W 1977 roku zawodnicy Lechii, Rafał i Julian Kowalczykowie, zajęli w mistrzostwach kraju juniorów pierwsze miejsca[2]. W 1980 Wanda Gondek została mistrzynią Polski w wadze do 48 kg. Zapisała się tym samym w kronikach kieleckiego sportu jako pierwsza mistrzyni kraju w tej dyscyplinie[3]. Na tych samych mistrzostwach sukces odniosła również Urszula Górniak, która wywalczyła srebrny medal. Ponadto wychowankami Lechii byli. m.in. późniejszy olimpijczyk Ireneusz Kiejda, późniejszy trener kadry narodowej Andrzej Witkowicz i Ryszard Gołdziński[2].
- boks – drużyna pod wodzą trenera Mariana Bednarskiego walczyła w rozgrywkach III ligi. Zawodnikami sekcji bokserskiej byli m.in. Ryszard Bazylko, który zdobył srebrny medal mistrzostw kraju Zrzeszenia „Start”, oraz Henryk Ludwicki[2].
- piłka siatkowa – drużyna mężczyzn pod wodzą Mariana Malinowskiego w sezonie 1962/1963 występowała w II lidze. Zespół kobiet nie odnosił znaczących sukcesów – uczestniczył w rozgrywkach okręgowych[2].
- kolarstwo – gdy szkoleniowcem sekcji kolarskiej był Franciszek Kafar, do drużyny zapisywało się wielu młodych chłopców. Część z nich jeździła później w barwach innych drużyn i startowała w wyścigach krajowych i międzynarodowych. Wychowankami Lechii są m.in. późniejszy mistrz kraju w wyścigu górskim Franciszek Kosela i reprezentant Polski Jan Baćkowski[4].
- lekkoatletyka – w 1979 roku sztafeta kobiet 4 x 400 m w składzie: Renata Bernat, Ewa Starościak, Elżbieta Kapusta i Barbara Kwietniewska zdobyła złoty medal mistrzostw Polski w Poznaniu. Wyżej wymienione zawodniczki odnosiły również sukcesy indywidualne. Funkcję trenera sekcji lekkoatletycznej pełnił m.in. Edmund Sarna.

W klubie działały również inne sekcje, m.in. koszykówki, piłki nożnej, narciarstwa, podnoszenia ciężarów czy hokeja na lodzie. Nie odnosiły one jednak większych sukcesów. Problemy natury finansowej spowodowały, że 30 czerwca 1988 roku Lechia zawiesiła swoją działalność.